# Acisclo (nombre)
Acisclo es un nombre propio masculino de origen latino en su variante en español. Proviene del latino Aciscŭlus y significa "pequeño martillo o hacha", de ascicŭlus, diminutivo de ascia (hacha).
San Acisclo, junto con su hermana Santa Victoria, fueron martirizados durante el imperio de Diocleciano; son patrones de Córdoba y su diócesis.

## Variantes
- Femenino: Aciscla.

### Variantes en otros idiomas
| Variantes en otras lenguas | Variantes en otras lenguas |
| -------------------------- | -------------------------- |
| Español                    | Acisclo                    |
| Alemán                     | Acisclus                   |
| Catalán                    | Aciscle, Iscle             |
| Checo                      | Acisklus                   |
| Danés                      | Acisclus                   |
| Francés                    | Aciscle                    |
| Gallego                    | Acisclo                    |
| Holandés                   | Acisclus                   |
| Inglés                     | Acisclus                   |
| Italiano                   | Aciscolo                   |
| Latín                      | Aciscolus                  |
| Noruego                    | Acisclus                   |
| Portugués                  | Acisclo                    |
| Ruso                       | Ацискло                    |
| Sueco                      | Acisclus                   |
| Vascuence                  | Akiskol                    |

## Lugares
- San Acisclo de Vallalta